# Glipa formosana uniformis
Glipa formosana uniformis es una subespecie de coleóptero de la familia Mordellidae.

## Distribución geográfica
Habita en la isla de Formosa.